# Dominique Honoré Antoine Vedel
Pour les articles homonymes, voir Vedel.
Dominique Honoré Antoine Marie, comte de Vedel, né le 2 juillet 1771 à Monaco et mort le 30 mars 1848 à Paris, est un général français de la Révolution et de l’Empire.

## Biographie

### Carrière sous l'Ancien Régime
Dominique de Vedel entre au service le 6 mars 1784 dans le régiment de Maine (dans lequel son père est capitaine-commandant du 28e régiment d’infanterie en 1791), où il devient caporal le 1er juin 1786, sergent le 17 mai 1787, sous-lieutenant le 1er juin suivant et lieutenant le 29 avril 1788.

### Sous la Révolution française
Réformé à l’organisation de 1791, il passe le 15 septembre 1791, avec son grade dans le 83e régiment d'infanterie où il est promu capitaine le 12 juillet 1792. Revenu avec ce nouveau grade dans le 28e régiment d'infanterie le 28 du même mois, il fait les campagnes de 1792 aux armées du Centre et du Nord. Envoyé en 1793 à l’armée d’Italie où il sert jusqu’en l’an VII, il est nommé capitaine de la 1re compagnie franche des Alpes-Maritimes le 8 mars 1793 et sert en l’an II en Corse où il se distingue devant Calvi le 21 pluviôse an II (9 février 1794) et reçoit une blessure en juillet suivant pendant la défense du fort de Mozzello. Nommé adjoint à l’état-major général de l’armée d’Italie le 1er pluviôse an III (20 janvier 1795), il est promu chef-de-bataillon le 1er vendémiaire an IV (23 septembre 1795) et se distingue aux passages du Pô et de l’Adige, à Lonato le 16 thermidor an IV (3 août 1796) et à Cerea le 25 fructidor (11 septembre) suivant.
Passé avec son grade dans 17e demi-brigade légère de deuxième formation le 1er nivôse an V (21 décembre 1796), il se distingue le 25 du même mois (14 janvier 1797) à Rivoli où il est blessé. Le 6 germinal de l’an VII (26 mars 1799) il se distingue à Bussolengo où il est aussi blessé, ce qui lui vaut d’être nommé chef de brigade de la 17e demi-brigade légère sur le champ de bataille, nomination confirmé le 4 nivôse an VIII (25 décembre 1799). Passé en l’an VIII dans l’armée des Grisons, il se distingue le 10 nivôse an IX (31 décembre 1800) au Mont-Thonal. Affecté à la garnison de Blois pendant les ans X et XI et employé au camp de Saint-Omer pendant les ans XII et XIII, il devient membre de la Légion d’honneur le 19 frimaire an XII (11 décembre 1803) et officier de l'Ordre le 25 prairial suivant (14 juin 1804).

### Général d'Empire

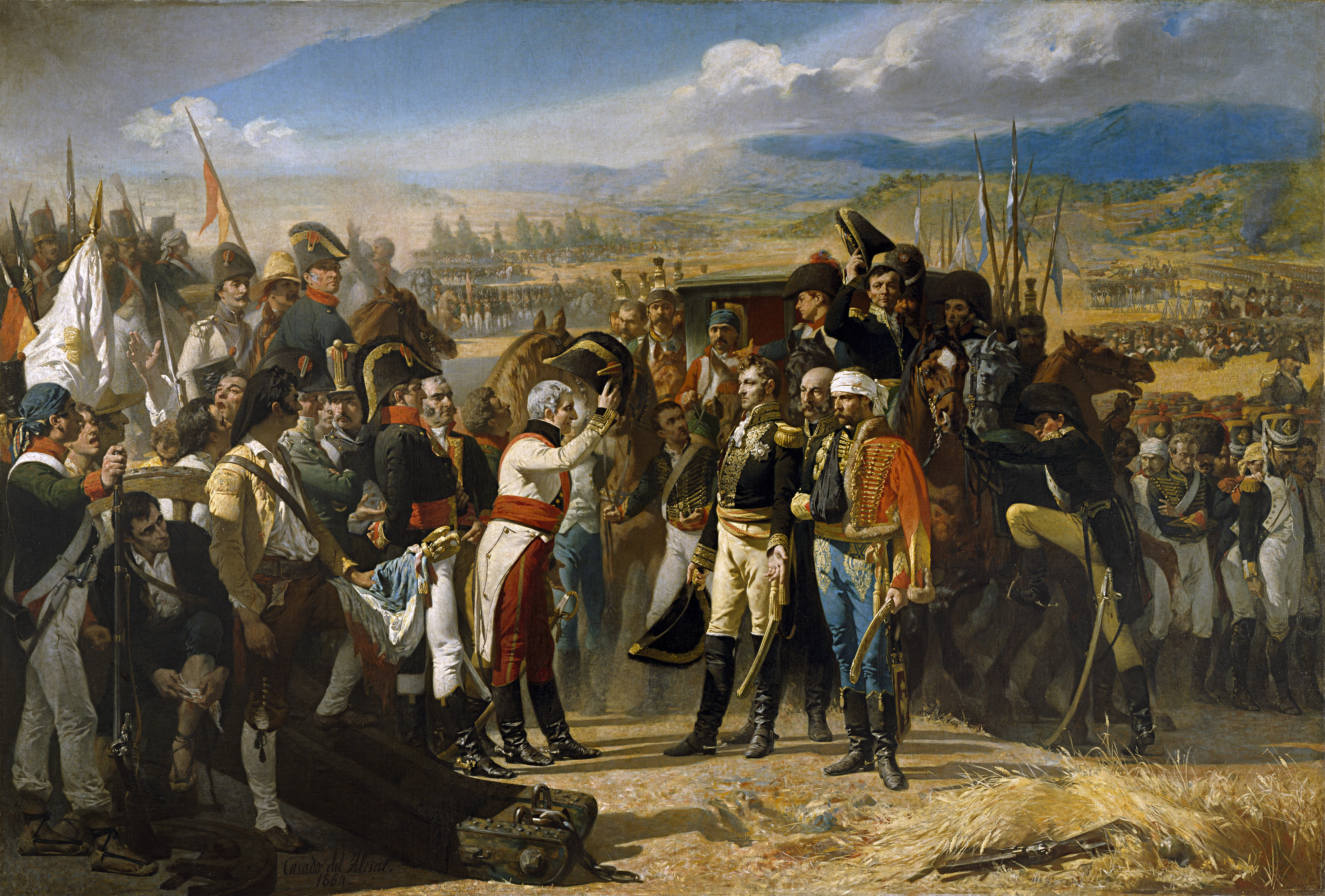
Le général Vedel est fait prisonnier lors de la capitulation de Bailén (La Reddition de Bailén, 1864, José Casado de Alisal, musée du Prado).

Il fait, avec la 3e division d'infanterie du 5e corps de la Grande Armée, la campagne de l’an XIV où il est fait prisonnier à Ulm et libéré lors de la prise de la ville, avant de se distinguer à Austerlitz. Promu général de brigade le 3 nivôse an XIV (24 décembre 1805), il fait ensuite à la tête de la 3e brigade de la 1re division d’infanterie du 5e corps, la campagne de 1806 où il se distingue à Iéna le 14 octobre et reçoit une blessure à Pultusk le 26 décembre. Nommé gouverneur de la place de Marienbourg le 28 février 1807, il prend le 5 mai la tête de la 1re brigade de la 2e division d’infanterie du corps de réserve et fait la campagne de 1807 où il se distingue le 10 juin à Heilsberg, où il est blessé, et le 14 à Friedland, où il est encore blessé. Promu général de division le 3 novembre 1807, il prend le commandement de la 2e division d’infanterie du 2e corps d’observation de la Gironde. Il reçoit de l’Empereur un majorat en Westphalie, le comté de Lichtenberg, que le traité de 1814 rend au duc de Brunswick.
Entré en Espagne en décembre, il est élevé au rang de comte de l’Empire le 28 juin 1808. Fait prisonnier lors de la capitulation de Baylen et libéré en novembre 1808, il est arrêté et emprisonné à son retour en France. Jugé par la Haute Cour impériale, il est destitué de son grade, rayé du catalogue de la Légion d'honneur et assigné à résidence le 1er mars 1812. Réhabilité par l’Empereur le 1er décembre 1813, il est rétabli dans son grade et nommé le 7 janvier 1814, commandant de la 2e division d’infanterie de l’armée de réserve d’Italie avec laquelle il fait la campagne de cette année à l’armée de Lyon.

### Au service du roi

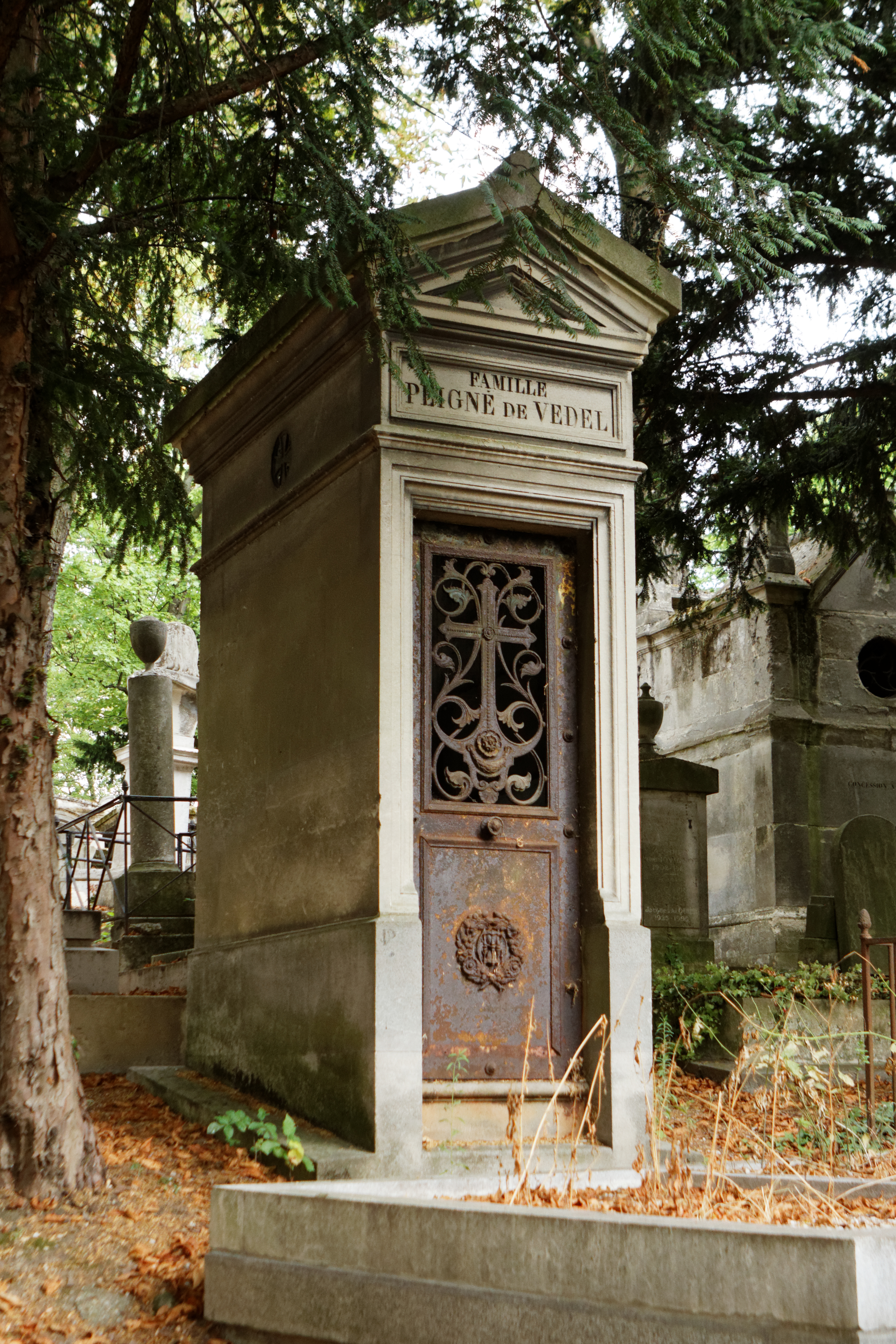
Tombe au cimetière du Père-Lachaise.

Après l’abdication, il est employé comme inspecteur-général d’infanterie dans la 5e division militaire le 20 juin 1814, devient chevalier de l’Ordre royal et militaire de Saint-Louis le 16 août suivant et il est nommé commandant de la 2e subdivision de la 14e division militaire (Cherbourg) le 7 janvier 1815. Pendant les Cent-Jours, il commande la 14e division militaire et il est mis en non-activité à la seconde Restauration. 
Réintégré dans la Légion d'honneur le 17 décembre 1816, il est admis à la retraite le 1er janvier 1825. Rappelé après la Révolution de Juillet, il est placé dans le cadre de réserve des officiers-généraux le 15 novembre 1830. 
Il meurt le 30 mars 1848 à Paris, et est inhumé au cimetière du Père-Lachaise (39e division).

## État de service
- 25 décembre 1799 : chef de brigade de la 17e demi-brigade d’infanterie légère
- 1803 : colonel du 17e régiment d'infanterie légère
- 24 décembre 1805 : général de brigade
- 3 novembre 1807 : général de division

## Décorations, titres et honneurs
- 1814 : Chevalier de Saint-Louis

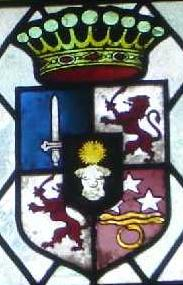
Armes de la famille Vedel.

- 14 mai 1807 : Commandeur de la Légion d'honneur
- 28 juin 1808 : Comte de l'Empire

## Armoiries
Ecartelé au premier d’azur à l’épée d’argent, la pointe en haut ; au deuxième et troisième d'argent, au lion rampant, lampassé et armé d'un sabre, le tout de gueules; au quatrième de pourpre chargé en chef de trois étoiles d'argent posées une et deux, en face de deux serpents contrepassant d'or; en pointe d'un serpent de même se mordant la queue ; sur le tout, en cœur, un écusson de sable, au buste sans tête ni bras d’idole saxonne, d’argent, à trois seins, surmonté d’un soleil d’or.